# Académie impériale de peinture chinoise
L'Académie impériale de peinture, Académie Hanlin de peinture, est un regroupement de peintres, organisé, à l'origine, sous les Song du Nord, au sein de l'Académie Hanlin et ce jusqu'à la fin de l'empire chinois. Mais de nombreux peintres de Cour étaient auparavant regroupés de manière informelle au sein de l'Académie Hanlin depuis la dynastie Tang.
Les peintres professionnels et les peintres lettrés au service de la cour des empereurs chinois ont été souvent regroupés, soit dans des structures qui nous semblent peu définies, et cela depuis le VIIe siècle, au début de la dynastie Tang (618-907), soit au sein d'une Académie impériale de peinture, semblable à ce que l'on a connu en Occident, et cela depuis la dynastie des Song du Nord (960-1127) jusqu'à la fin de l'empire, sous les Qing (1644-1912). Cette peinture, directement au service du pouvoir, un art officiel, reflétait aussi le goût de la cour : c'est-à-dire l'empereur, l'impératrice et les dames du palais ainsi que l'aristocratie et l'administration centrale, composée de lettrés qui avaient souvent hérité de leur charge. Cette élite a souvent fait des choix dont notre regard, peu sensible aux subtilités de la calligraphie et exceptionnellement en mesure de lire le contenu poétique des textes calligraphiés dans les images ou en rapports avec celles-ci, ne retient que le choix d'un art du détail et de l'anecdote, avec un usage plus ou moins modéré des couleurs et une certaine joliesse du sujet.
De nombreux peintres professionnels ont fait partie de ces peintres de Cour, mais l'Académie restructurée par Huizong des Song exigeait de posséder une culture de lettré. Celle-ci, fondée sur la connaissance des Classiques et le maniement des subtilités du pinceau, pour la calligraphie officielle et pour la calligraphie expressive et poétique, permettait aux lettrés de haut niveau, possédant aussi de nombreuses qualités intellectuelles, de s'exprimer par la création poétique, littéraire, musicale et picturale.

## Histoire: l'Académie Hanlin et l'Académie Hanlin de peinture
Sous les Tang (618-907) l'« Institut des Plans et Peintures », fondé par Taizong (Li Che-min) (599-649), recrute les peintres au service de la Cour. Ensuite, au Xe siècle, l'empire des Tang s'est fragmenté en dix royaumes, c'est la période des Cinq Dynasties et des Dix Royaumes. Les Cours d'alors, celle des Tang du Sud (937-975) et celle des Shu antérieurs (907-925), entre autres, constituent dans chaque royaume une institution, qui reste cependant encore peu structurée. Cette situation se prolonge au début de la dynastie des Song du Nord.
Huizong (1100-1125) créée une académie officielle de peinture, l'Académie Hanlin de peinture, à l'intérieur de l'Académie Hanlin, sous la dynastie des Song du Nord (960-1127) et elle est établie à la capitale, Bianliang (Kaifeng) , en 984. L'empereur Huizong (1100-1125) l'organise de manière précise durant son règne .
Après le siège et la prise de la capitale par les Jurchen, le gouvernement se replie au sud du Chanjiang. L'Académie des Song du Sud (1135-1279) est donc établie dans la nouvelle capitale, Hangzhou, par le nouvel empereur Gaozong .
Cependant avec l'avènement d'étrangers à la tête de l'empire, sous les Yuan ((1279-1368), puis pour d'autres raisons sous les dynasties ultérieures, de nombreux lettrés se sont trouvés écartés ou se sont eux-mêmes écartés du pouvoir, leurs choix en peinture reflétant leur position. Beaucoup ont dû gagner leur vie par leur peinture, la distinction entre peintres-lettrés et peintres professionnels est devenu très floue. Une forte opposition à l'art officiel s'est manifestée par la reprise de pratiques proches de celles en valeur dans les anciennes Cours, qui mettaient alors en valeur les qualités de ces peintres amateurs qu'étaient les lettrés, calligraphes cultivés du fait de leur formation. Cet art du pinceau évitait les couleurs trop voyantes, les détails trop appuyés et choisissait les sujets épurés de tout détail anecdotique tout en conservant la puissante dimension poétique qui est essentielle à toute peinture chinoise. Tandis que l'art qu'appréciaient les Yuan et les cadres venus de l'actuel Xinjiang était particulièrement coloré et riche de détails, en cela semblable sous cet angle à l'art prôné par l'Académie des Song, à partir de Huizong. Les lettrés, tous chinois, se firent un honneur de repousser ces valeurs "qui n'avaient pas su résister à l'ennemi" et "étrangères" pour aller chercher plus loin dans le temps leurs références, vers les nombreux artistes d'avant Huizong, remontant jusqu'au  Xe siècle et même jusqu'aux Tang… Ces valeurs seront abondamment reprises sous les dynasties successives.
Au début de la dynastie des Ming, une nouvelle académie est créée, d'abord à Nanjing puis à Beijing . Vers 1530, l'Académie de peinture des Ming est démantelée. Le goût pour l'école du Zhejiang, qui intégrait aux pratiques traditionnelles l'expressivité des peintures de lettrés, s'efface progressivement. L'enseignement de la peinture classique et celui de la peinture de cour disparaissent. Cette pratique se transmet dans la peinture de professionnels qui se poursuit avec la permanence du goût populaire pour les couleurs intenses, le détail bien observé, le tracé précis et les sujets traditionnels.
La dernière Académie Impériale de peinture est celle qu'organisent les empereurs mandchous à Beijing pendant la dynastie des Qing, et elle est plus ou moins influencée par une connaissance très partielle de l'art occidental .

Animation au bord de la rivière [de la capitale] durant la fête Qingming. Zhang Zeduan, peintre de l'Académie Hanlin, début XIe siècle, règne de Renzong, début Song du Nord. Encre et couleurs sur soie, 24 × 528 cm. Musée du Palais, Pékin.

## Les peintres lettrés et les autres peintres
Le moment essentiel de cette histoire se situe sous les Song du Nord lorsque l'empereur Huizong décide créer un département de peinture au sein de l'Académie du Hanlin (littéralement: « la Forêt des pinceaux », qui existait déjà depuis les Tang , et dont la plupart de ses membres étaient renommés pour la qualité de leur culture, certains ayant aussi des qualités de poètes, d'autres plus qualifiés en calligraphie et certains ayant été remarqués par leurs peintures. Ces derniers pouvaient disposer d'une culture de lettré diplômé de haut grade, mais on pouvait aussi rencontrer des artistes professionnels, spécialisés dans le portrait ou dans la peinture religieuse ou dans tout autre domaine. Huizong impose alors que le recrutement soit limité aux seuls artistes lettrés.
Une distinction est fondamentale quand on parle de peinture chinoise, mais cette distinction qui doit être nuancée : entre, d'une part, les artistes professionnels, pour lesquels la peinture est un travail rémunéré et s'appuie  sur une formation spécifique, et d'autre part, les amateurs cultivés qui, en théorie, peignent pour passer le temps sans idée de profit. Su Shi (1037-1101), l'exemple le plus notable et emblématique de cette attitude est aussi le fondateur, par ses écrits, de la peinture de lettré en amateur. De nombreuses études sont menées depuis plusieurs années sur cet aspect de la peinture chinoise . Les lettrés (wenren), de quelqu’origine qu'ils soient, ont reçu une éducation confucéenne basée sur les Classiques, afin de se présenter aux examens d'État menant aux carrières bureaucratiques et administratives, ainsi qu'aux plus hautes fonctions militaires. Tous ne se présentent pas aux examens de très haut niveau mais tous ont dû passer ceux de niveau plus modeste. Tous auront acquis une formation littéraire, mais ceux qui devenus de très grands peintres lettrés disposaient d'une culture de très haut niveau et des relations avec lesquelles échanger lettres, poèmes et peintures d'amateurs. Certains lettrés, sans emploi et retirés loin de la cour par opposition au régime ou écarté par celui-ci pour diverses raisons, peuvent en venir à vivre de leur peinture. Cette pratique n'étant plus exceptionnelle sous la dynastie Qing.
Les artistes professionnels – ceux qui font ce choix ou qui y sont poussés  dans leur jeunesse, sans avoir jamais reçu une éducation classique ou aspiré sérieusement à un rang officiel - sont formés par apprentissage, généralement dans l'atelier d'un maître local et, jusqu'à ce qu'il se distinguent et dépassent ce statut grâce à leurs réalisations individuelles, ils sont considérés comme des artisans, en rien différents des ouvriers laqueurs ou des fabricants de meubles . S'ils sont, de façon extraordinaire, reconnus et célébrés dans leur région natale, ils peuvent être recommandés à la cour par quelque fonctionnaire ou ministre originaire de leur district et entrer à l'Académie impériale de peinture laquelle est de la sorte composée de peintres venus de toute la Chine et accueille quelques peintres professionnels en son sein.

## Les peintres des Tang (618-907), et ceux des Cinq Dynasties et Dix Royaumes (907-960)
Les peintres Tang ne doivent pas être considérés selon les catégories qui sont apparues ensuite. Sous les Tang on se situe avant la création de l'Académie impériale de peinture et avant que la peinture lettrée ne se fonde en tradition, les peintres échappent donc aux catégories « professionnel » et « amateur lettré», certains peintres ont été empereurs ou membres de l'administration : aristocrates ou lettrés, qui ont pu avoir des fonctions importantes, voire généraux comme Wang Xizhi. Cependant, si on lit attentivement Zhang Yanyuan [vers 813 - vers 879] et Zhu Jingxuan [actif vers 806-846], on peut percevoir un lien entre le statut social, le métier d'un artiste et le sujet et le style d'une peinture. On trouve ainsi des peintres attachés à la cour qu'ils représentent et des peintres plus ou moins spécialisés dans les scènes religieuses (« esprits et démons »), chiens et chevaux, fleurs et oiseaux, arbres et rochers, voitures et instruments, terrasses et pavillons. Ces derniers sujets, manifestement très prisés à la cour, nécessitent un savoir-faire rigoureux, utilisent des couleurs plus ou moins intenses et parfois précieuses. Mais ces sujets sont considérés comme simples à réaliser par le lettré Zhang Yanyuan au moment où il souhaite faire la distinction entre les « humbles et vulgaires des hameaux campagnards » et les « descendants d'aristocrates ou ermites et hommes éminents ». Ainsi les textes des lettrés portent souvent des jugements négatifs sur les peintres professionnels et il faut les lire alors avec circonspection car n'oublions pas que les lettrés sont juges et partis, ils valorisent leur groupe en l'associant au pouvoir par la détention du savoir calligraphique qui les caractérise et dénigrent systématiquement les artisans (gong) qui ont la faveur de la cour. Leurs critiques visent à introduire de la distinction, mettre en avant l'élite à laquelle ils appartiennent sans appartenir nécessairement à l'aristocratie terrienne. Enfin les lettrés sont seuls à s'exprimer, leurs jugements sont donc à prendre avec réserve.
Dès qu'il est fait mention de lettrés reconnus comme artistes on rencontre parmi eux des peintres au comportement qui sort de l'ordinaire. Détachés de la vie mondaine, même s'ils étaient liés à la cour, ils pouvaient se retirer pour se livrer au bonheur de la poésie et à la peinture de paysage ou vivre en gentilshommes « sans entraves », et déjà considérés comme « excentriques » . Leurs peintures emploient peu de couleurs ou se limitent au noir seul. Par contre elles donnent l'occasion aux peintres-calligraphes de montrer toutes les possibilités dans l'usage combiné des pinceaux et de l'encre plus ou moins diluée, sur la soie ou sur le papier, et parfois en jouant d'éencre éclaboussée (pomo).

### Empereurs artistes, peintres de Cour et autres peintres sous les Tang et les Cinq Dynasties
Ces listes de peintres ne comportent que quelques exemples représentatifs afin de pouvoir mieux se représenter les différences qui séparent ces groupes, dont celui des peintres de l'Académie, par le sujet et par le style.
- Dynastie Tang

1. Empereurs  et membres du clan impérial: Li Sixun (651-716) et Li Zhaodao (v. 675-741)[21], Xuanzong (712-756)[22],
2. Peintres de Cour : Yan Liben (v. 600-673)[23].
3. Peintres retirés : Wang Wei (699-759)[19],

- Cinq Dynasties et début des Song du Nord:

1. Peintres professionnels : Guan Tong [24] (deb. Xe siècle), Dong Yuan[25] (907-960), Juran[26] (moine, act. v. 960-980),
2. Lettrés, connus pour leurs talents de peintre : Li Cheng (descendant de la famille impériale Tang) [27] (918-967)

## L'Académie de peinture sous les Song du Nord (960-1126), un style multiforme
Au début de la dynastie des Song du Nord l'Académie de peinture désigne de façon floue les groupes d'artistes qui travaillent à la Cour. Ce type de structure se retrouvait auparavant, au Xe siècle, dans l'État de Shu et sous la dynastie des Tang méridionaux. Il a été reproduit dans la Chine des premiers Song. Avec l'empereur Huizong cette structure, devenue l'Académie, est bien plus clairement définie dans ses fonctions, son recrutement et dans ses pratiques artistiques. Mais le rôle de ses prédécesseurs ne doit pas être négligé.
Le style pictural en vogue dans cette nouvelle Académie de peinture, sous Huizong, l'utilisation de couleurs opaques, précieuses et intenses et la netteté méticuleuse des détails, ce style reflète le goût caractéristique de l'empereur . Le style de paysage en bleu-et-vert (lapis lazuli et malachite), dont la tradition remonte à la cour des Tang, est très tôt adopté par la famille Zhao comme emblème de leur règne et sa pratique se poursuit ensuite sous les Song du Sud. 
Zhao ji est le onzième fils de l'empereur Shenzong, de sorte qu'il n'a potentiellement aucune chance de devenir empereur à sa naissance et qu'il est donc libre de se consacrer à ses passions, fort bien pratiquées autour de lui dans sa famille, à savoir le taoïsme, la littérature et les arts. Lorsque les aléas de la transmission du pouvoir en feront l'empereur Huizong (en 1100) il aura peu de connaissance des affaires de l'État mais une grande culture artistique dont il se servira en tant qu'empereur pour la mettre précisément au service de l'État. Qu'il se préoccupe de peinture ou de céramique il assume une de ses fonctions d'empereur, celle qui consiste à marquer son temps par un style, une forme qui serve à distinguer cette ère de celles des autres règnes

### Nouvelles traditions académiques Song
- La peinture de Cour sous les premiers Song du Nord (960-1126)

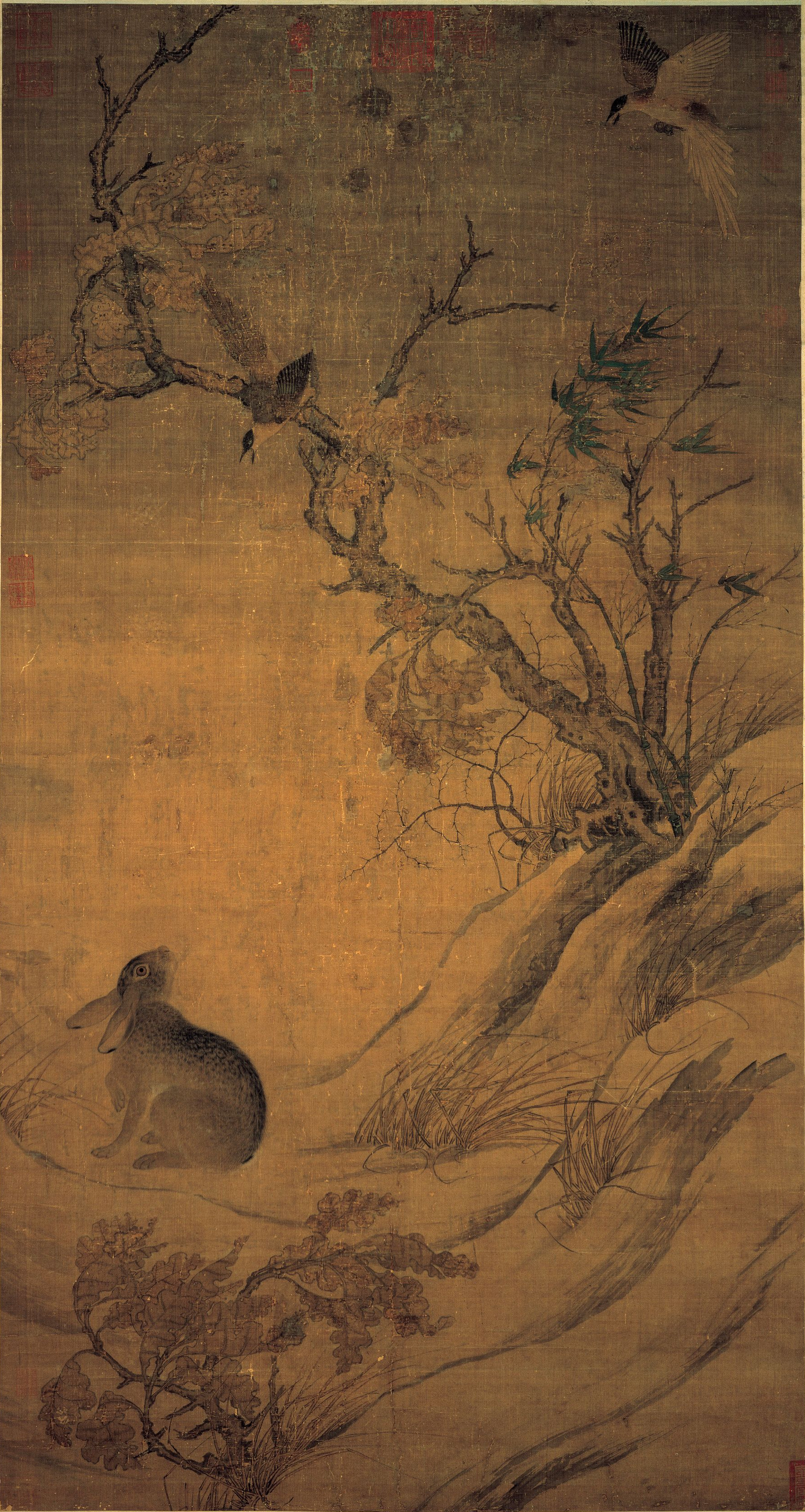
Double bonheur , Cui Bai. Rouleau vertical signé et daté 1061. Encre et couleurs sur soie. 193,7 × 103,4 cm. Musée national du palais Taipei
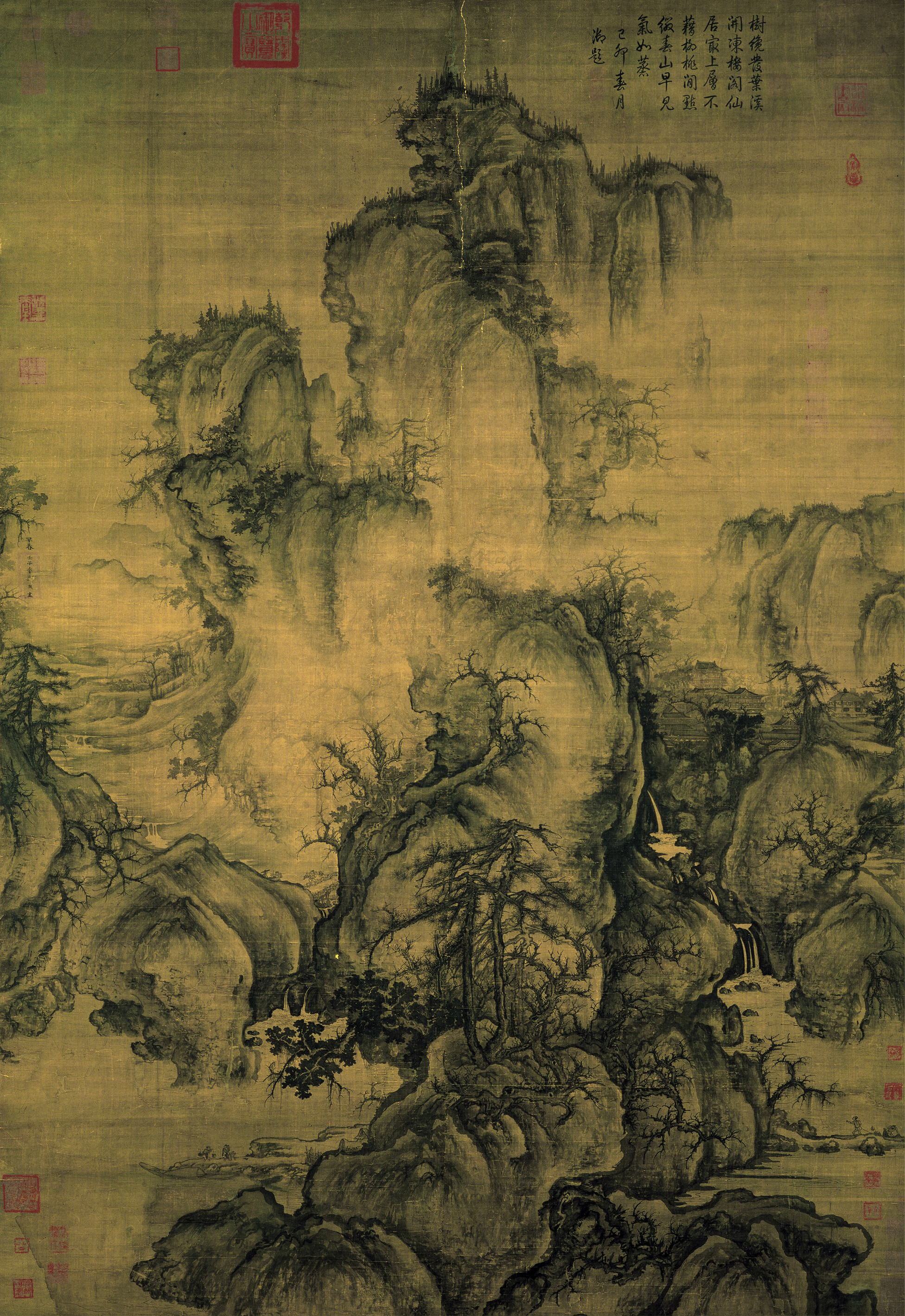
Début de printemps, Guo Xi. Rouleau vertical, daté 1072. Encre et couleurs légères sur soie. 158,3 × 108,1 cm. Musée national du palais, Taipei
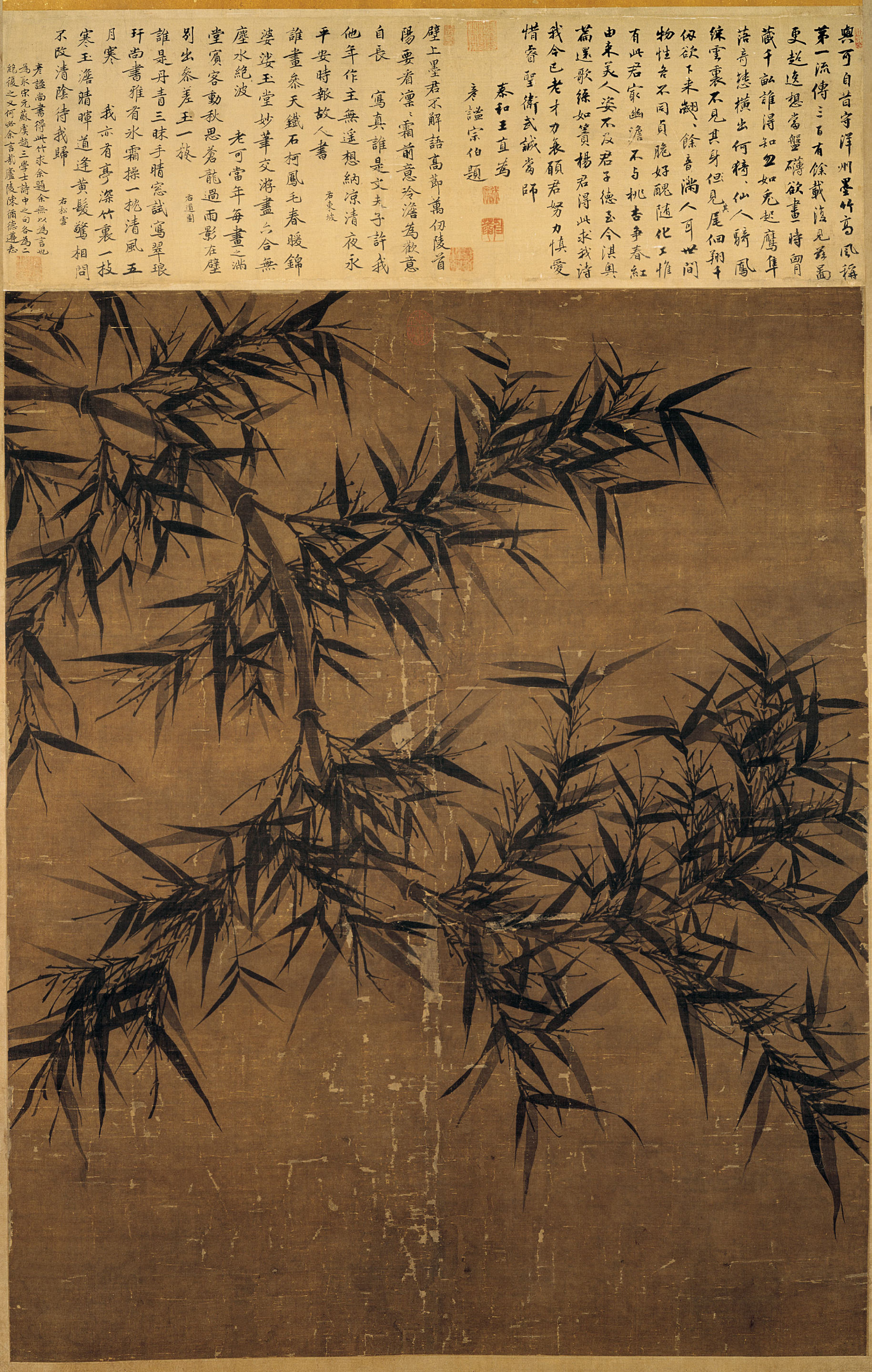
Bambou, Wen Tong (1018-1079). Rouleau vertical, vers 1072, encre sur soie, 132,6 × 105,4 cm, Musée national du palais, Taipei

Les débuts de la dynastie Song sont l'occasion de restaurer le système de recrutement d'une élite de peintres auprès de la Cour qui existait dans l'État de Shu et sous les Tang méridionaux. Les meilleurs artistes provenant de ces anciennes Cours sont alors invités dans la nouvelle capitale, Bianliang (Kaifeng) .
Sous les Song du Nord (960 - 1127), Shenzong (1048-1085), le père de Huizong, peut placer ses peintres favoris, Guo Xi, Cui Bai et Liu Cai, sur des postes dans l'administration centrale, voire à l'Académie Hanlin avec des poètes et calligraphes et avec des peintres professionnels comme Zhang Zeduan, auteur de la célèbre  Animation au bord de la rivière [de la capitale] durant la fête Qingming aux innombrables détails anecdotiques. L'empereur n'exige d'eux qu'une peinture qui convienne à la Cour.
- La peinture selon les choix de Huizong (1100-1125)

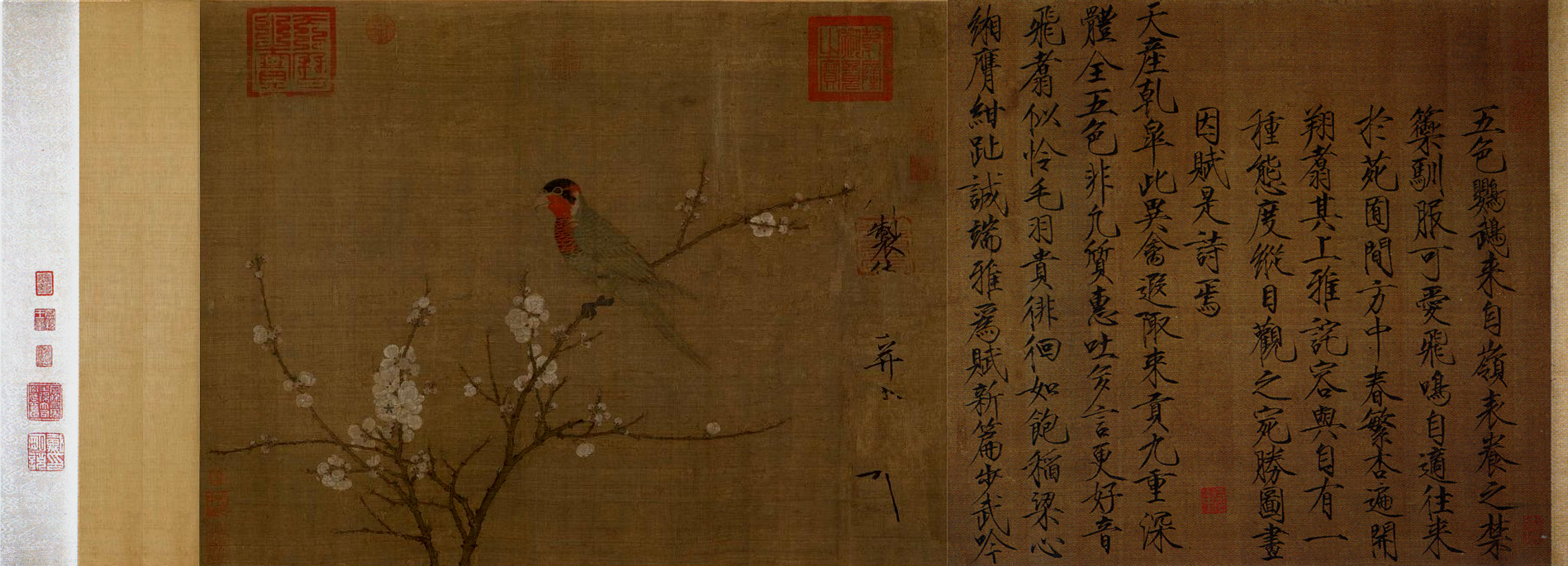
Perroquet aux cinq couleurs, Zhao Ji (Empereur Huizong). Encre et couleurs sur soie, daté env. 1110. 53,3 × 125,1 cm. Museum of Fine Arts, Boston
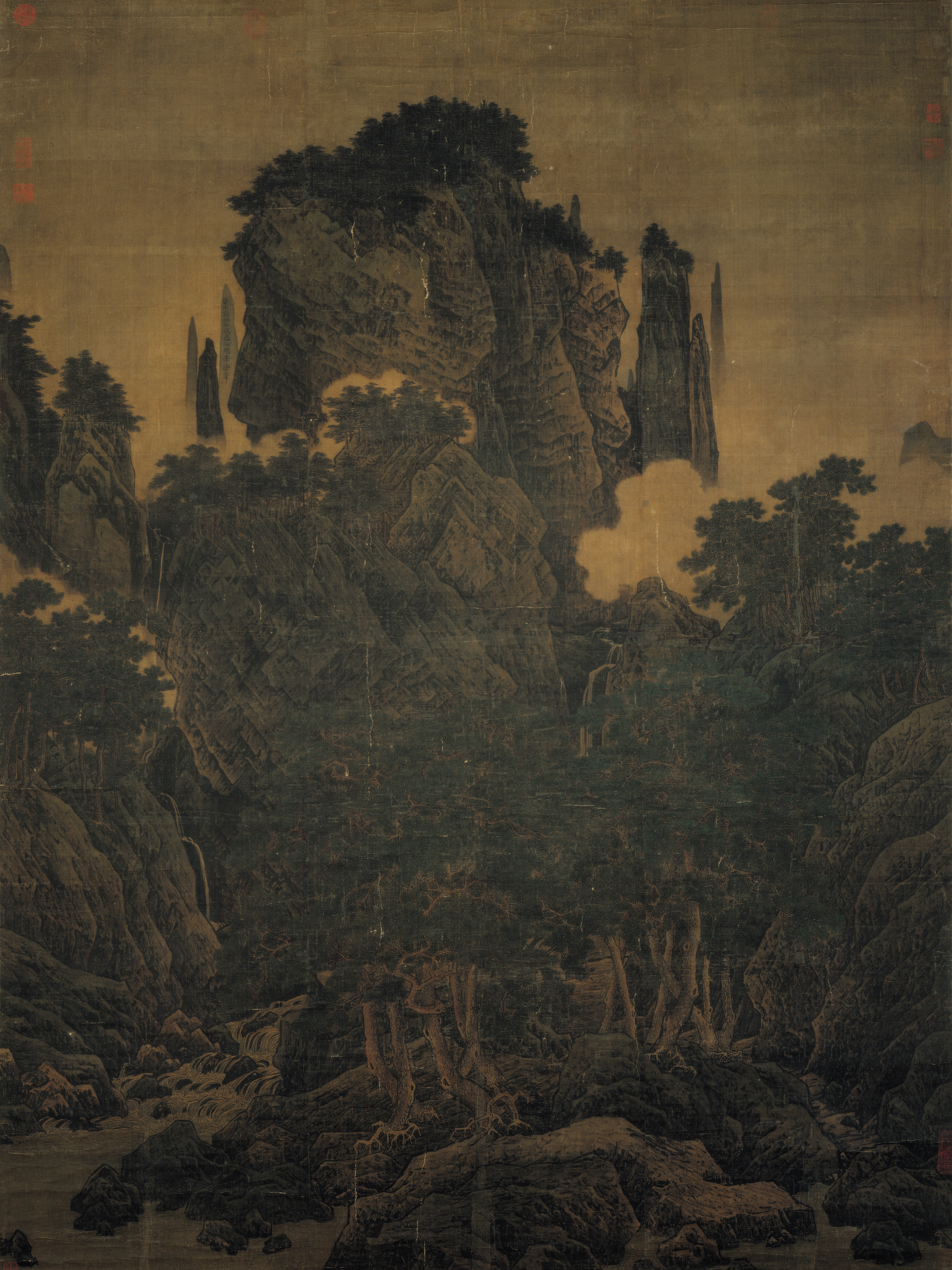
Sans fin, les ravins, les pins, le vent. Li Tang. Rouleau vertical, encre et couleurs sur soie. H. 188,7 × L. 139,8 cm, daté 1124. Musée national du palais, Taipei
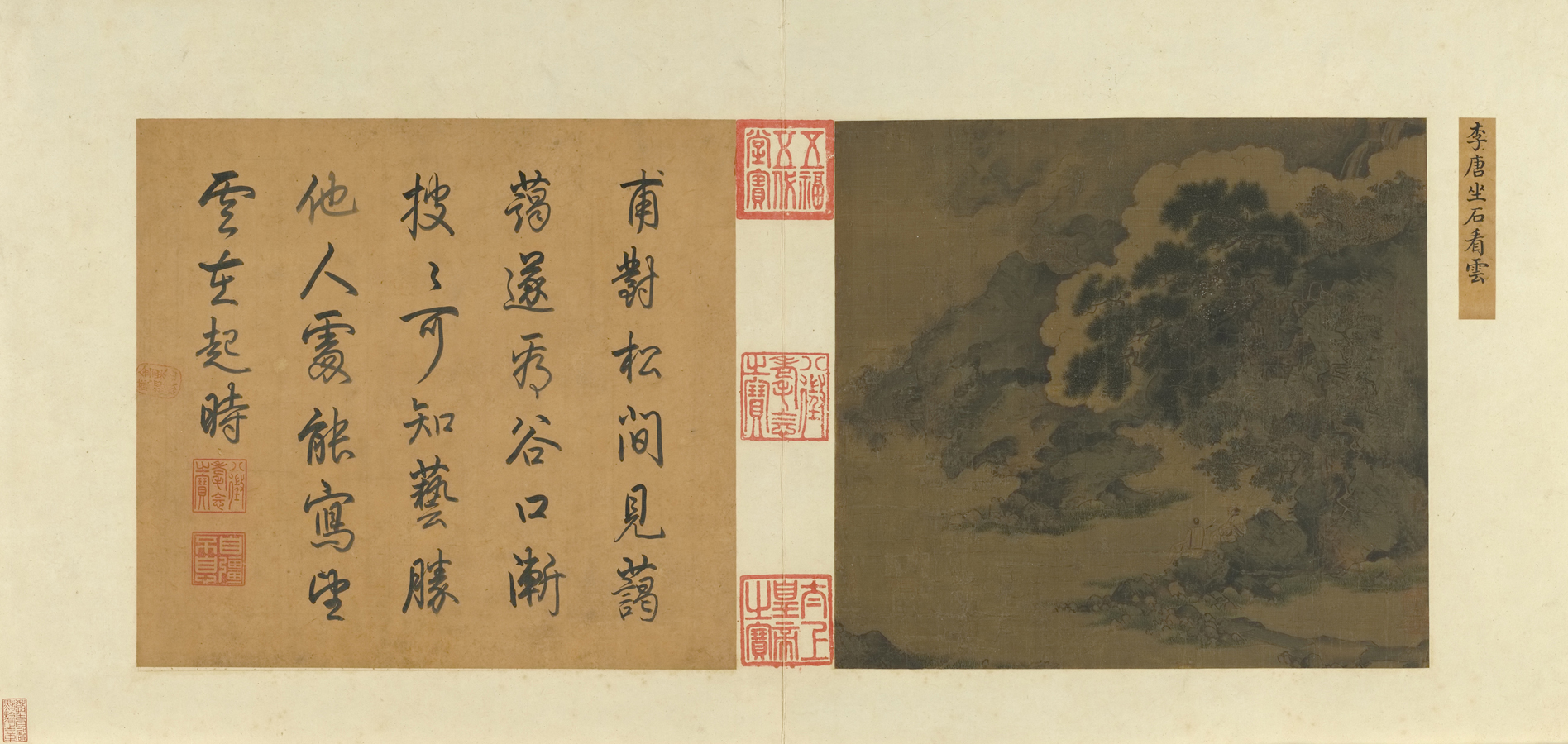
Contemplant les nuages. Li Tang [33]. Encre et couleurs sur soie. Feuille d'album, peinture: 27,7 × 30 cm. Musée national du palais, Taipei
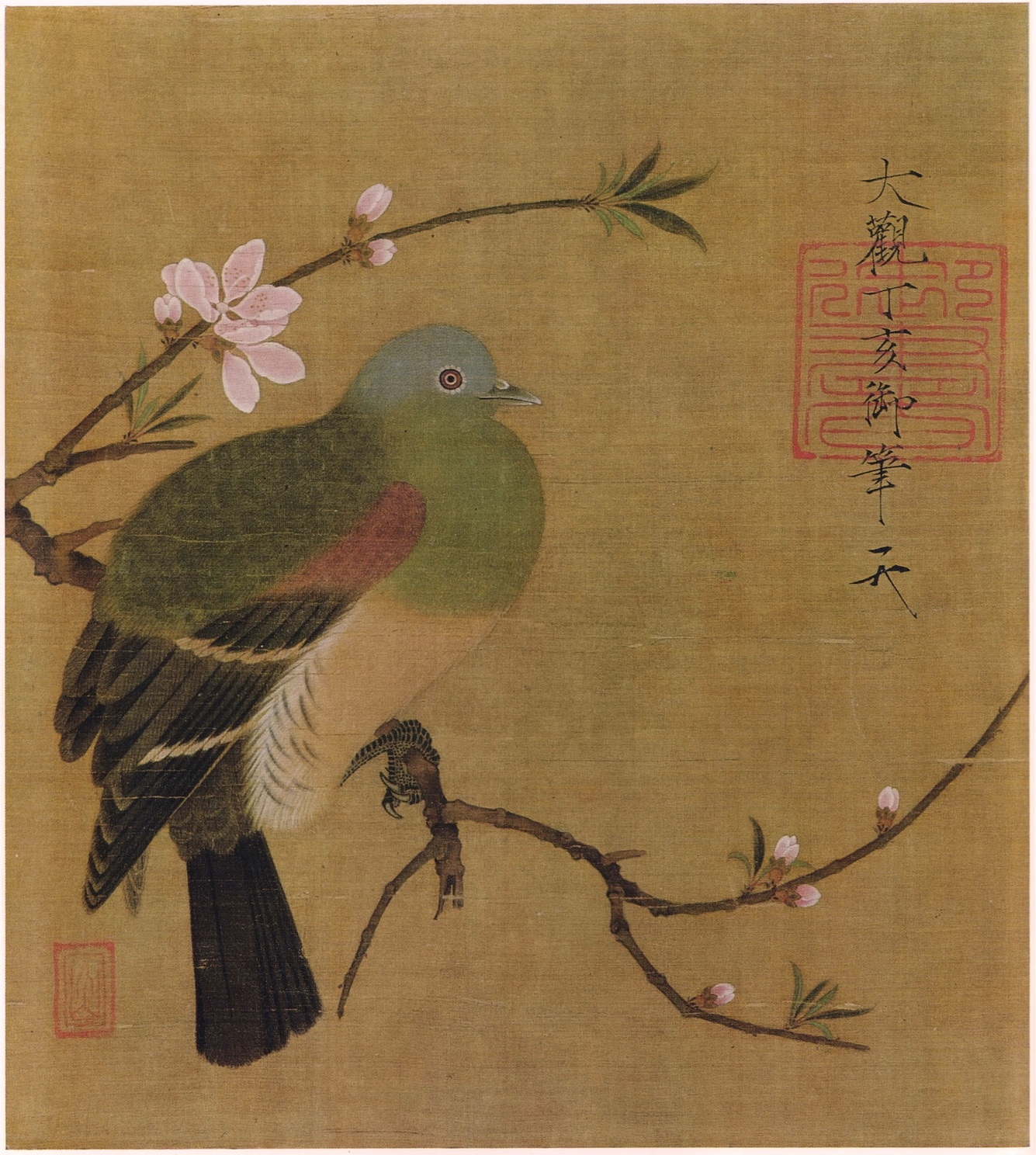
Pigeon sur une branche de pêcher en fleurs Zhao Ji (Empereur Huizong). Encre et couleurs sur soie, daté 1107. Classé Trésor National au Japon. Coll. priv.(Isao Setsu, Gatōdō), Tokyo
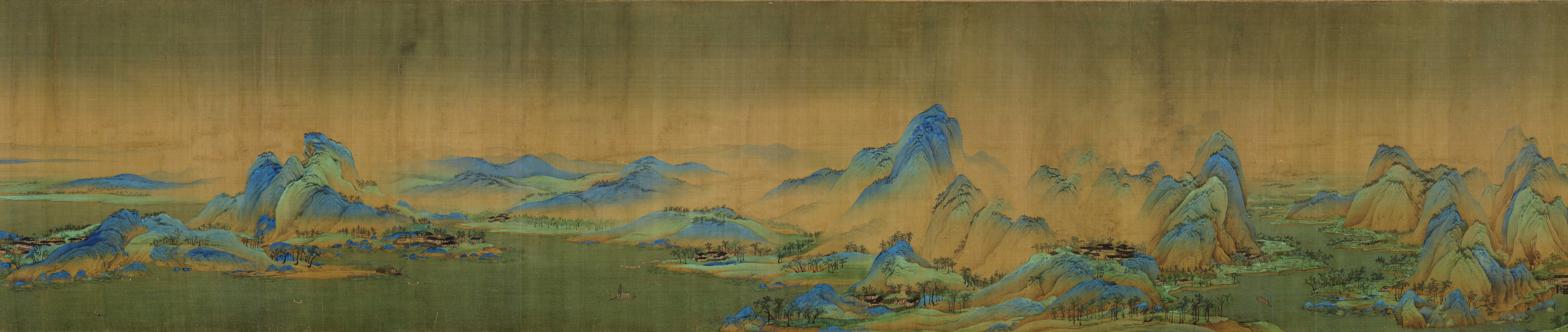
Détail de Mille li de rivières et montagnes. Wang Ximeng, 1113, Song du Nord, rouleau portatif, encre et couleurs sur soie, 51,5 × 1 191,5 cm. Musée du Palais, Pékin

Au centre de cette Cour impériale Song, la famille Zhao, à laquelle appartiennent tous les empereurs Song, est la plus remarquable famille d'artistes de Chine. L'Académie de peinture de Huizong ne peut que refléter ses idéaux, qui s'enracinent dans une étroite association entre les membres de la maison impériale et des artistes lettrés comme Wang Shen, lui-même membre de cette famille, ou Li Gonglin et Mi Fu. Huizong est lui-même peintre, calligraphe et poète. Il va donc mettre la peinture au même rang que la calligraphie et la poésie, alors qu'elle était considérée plus simplement comme un artisanat. Or la famille Zhao, qui pratiquait la peinture, faisait déjà l'éloge de l'artisanat, tout en attendant d'elle qu'elle revêtit de plus hautes qualités. Huizong a donc promu la peinture à un rang supérieur en exigeant l'étude de la calligraphie et de la poésie pour les peintres de l'Académie de peinture. Cette démarche volontaire va attirer plus de peintres à la capitale et susciter un regain d'intérêt pour la peinture au sein des lettrés mais aussi au sein de l'élite aristocratique . Les lettrés de l'Académie de peinture ont été recrutés pour leurs qualités de peintres attentifs à la reproduction de détails précisément observés dans l'empire et pour le soin avec lequel ils apposent les couleurs aussi bien que pour leurs qualités de calligraphes et de poètes, soit ils devront acquérir ces qualités rapidement .

### L'art et le pouvoir de Huizong sur l'Académie

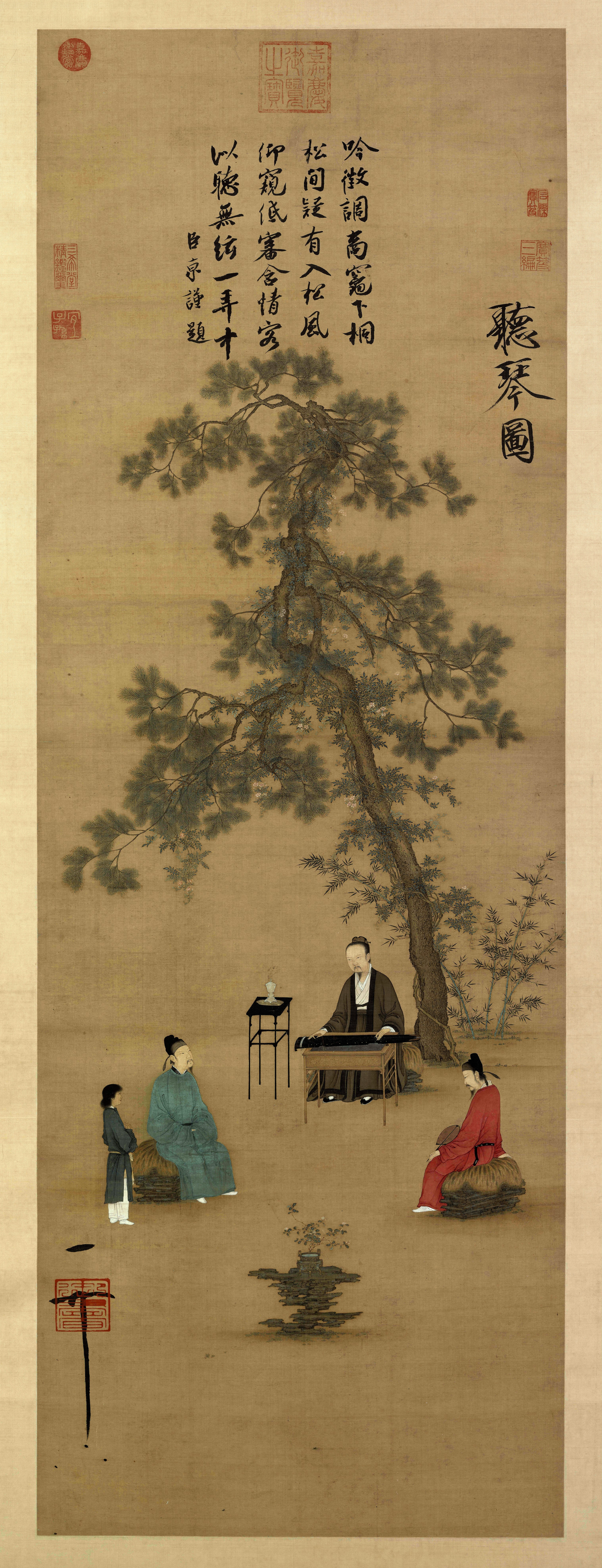
À l'écoute du qin, Empereur Huizong. Encre et couleurs sur soie

Huizong organise les modalités de recrutement à l'Académie ainsi que le cursus de formation et l'évaluation. Par ses écrits et par ses choix dans le recrutement des artistes de l'Académie, mais aussi par ses peintures, Huizong manifeste son pouvoir et la peinture idéale. Il indique les trois exigences essentielles pour la peinture idéale.
- Tout d'abord il valorise le réalisme fondé sur l'étude directe et attentive de la nature. Il n'est qu'à considérer ses propres peintures pour constater l'attention qu'il porte aux détails les plus infimes dans la représentation de fleurs, d'oiseaux et de rocailles [36].

- Huizong insiste aussi sur l'étude systématique des traditions picturales du passé. Il rassemble la plus grande collection de peintures et d'œuvres d'art jamais constituée en Chine et en fait dresser un catalogue détaillé et rigoureusement classé. Il exécute ou fait exécuter de nombreuses copies de peintures anciennes, mais introduit des effets de style tout en respectant les compositions originales, ce qui va brouiller l'image que l'on s'est fait de ces peintures et multiplier les controverses encore aujourd'hui[37]. Dans cet esprit de révérence au passé, à l'art des Tang - celui de Yan Liben, Zhang Xuan et Zhou Fang - Huizong se met en scène dans À l'écoute du qin, où il joue de la cithare classique de lettré devant deux hauts fonctionnaires. L'un d'eux apposa un texte poétique calligraphié dans la partie haute de la peinture.

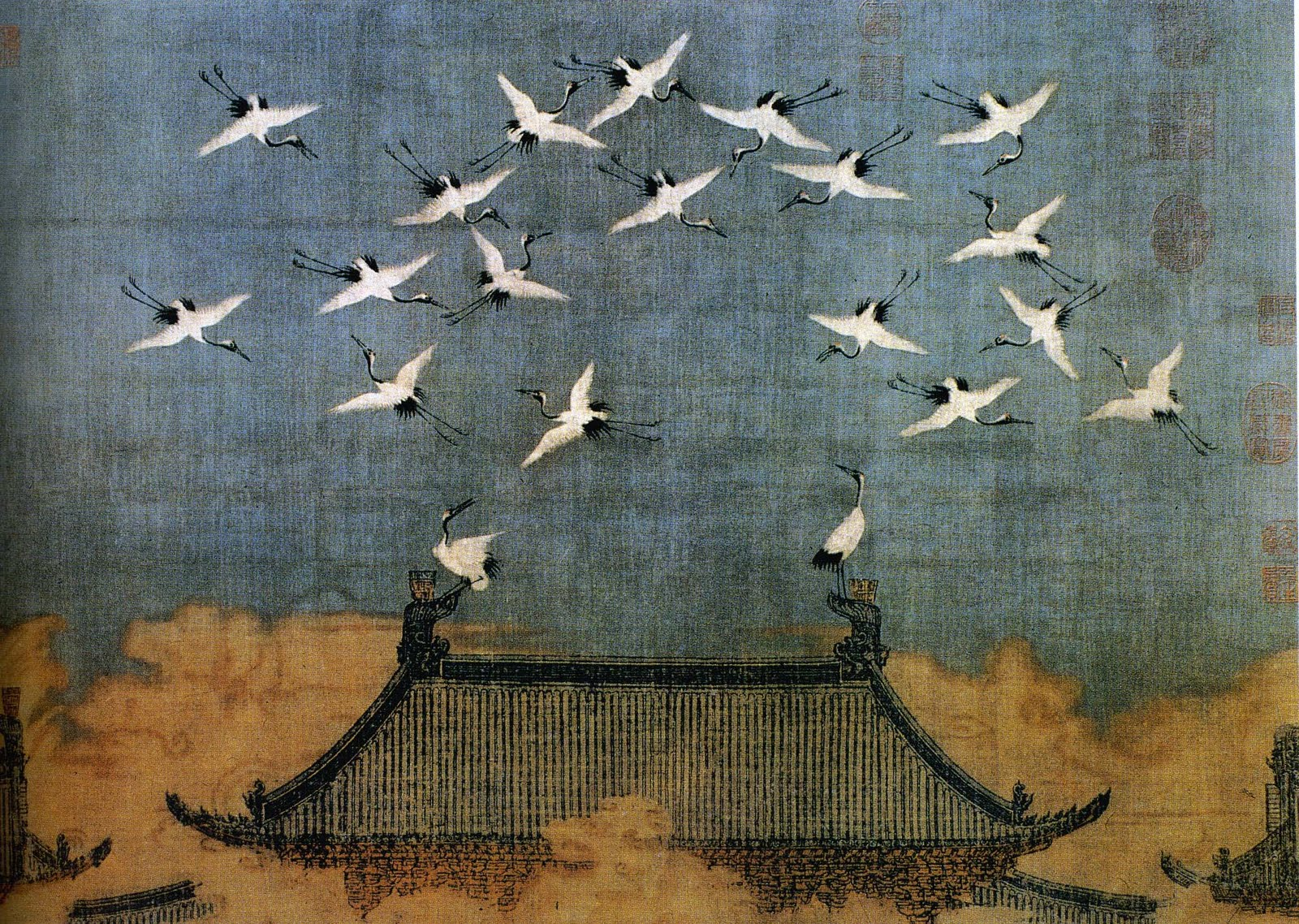
Grues de bon augure, 1112, Empereur Huizong. Encre et couleurs sur soie. Musée provincial du Liaoning

- La troisième exigence de Huizong consiste en une « idée poétique », shiyi, dans la peinture. C'est ainsi qu'il évalue ses peintres par la qualité de leur interprétation visuelle de poèmes  Tang. Il est lui-même le premier artiste de la Chine à avoir réalisé des œuvres où s'assemblent la peinture, la poésie et la calligraphie, comme dans Grues de bon augure[38]. Ce type d'œuvre qualifié de « Triple Perfection », sanjue, est devenu ensuite l'exercice favori des artistes lettrés [39].

Cette Triple Perfection, dans les Grues de bon augure ne doit pas être réduit à une simple recherche formelle où à l'illustration d'une idée poétique. Même s'il y a effectivement une singulière unité entre le contenu poétique du texte, la manière dont le texte est calligraphié et l'organisation pour le moins étrange des oiseaux dans l'espace où de vastes réserves dans le blanc de la soie évoquent le doux mouvement des nuées au-dessus des toits du Palais. Ces œuvres d'art, les siennes et celles des artistes élus de l'Académie, sont pour ce « fou de présage » le lieu idéal où s'inscrit, à la manière d'une incantation performative, la vision qu'il avait de son règne et autant de vœux qui sont destinés à apporter la protection du monde divin sur l'empire dont il a le mandat. Ce point est essentiel pour comprendre les règles imposées à l'Académie de peinture par les empereurs à partir du mandat de Huizong.
Il est difficile d'affirmer que ce cadre imposé aux « artistes » a élevé le niveau de la production picturale, car il a plutôt réduit les perspectives de la création, limité le pouvoir d'invention qui existait bien chez ses prédécesseurs, du temps de son père ou des premiers empereurs Song Taizu et Taizong. Mais, comme on vient de le voir, il s'agissait moins d'un corps d'artistes - ce concept n'existait pas - que d'un groupe de faiseurs d'Images propitiatoires produites au sein de l'Académie Hanlin, composée de savants et de maîtres dans chacun des domaines nécessaires à la bonne conduite de l'Empire.

### Les empereurs peintres, les peintres de Cour et les autres sous les Song du Nord
- Empereurs peintres : Huizong (reg. 1100-1125) [42]
- Peintres de l'Académie : Yan Wengui (act. v. 980-1010)[43], Guo Xi (act. au XIe siècle) [44], Li Tang (mi XIe - mi XIIe siècle) [45], Cui Bo (act. 1050-1080)[46], Li Di [47],
- Lettrés, fonctionnaires en poste en Chine : Mi Fu [48],
- Les peintres retirés : Fan Kuan (act. début des Song du Nord, fin Xe-déb. XIe siècle) [49]

## LesSongdu Sud, 1127 - 1279
En 1127, c'est la victoire des armées Jürchen  sur les Song au Nord de la Chine jusqu'au sud du Fleuve Jaune. L'Académie n'existe plus. Les collections de Huizong sont détruites, perdues ou endommagées. Puis la Cour se reconstitue avec les survivants à Hangzhou, sur des terres qui nécessiteront de vastes travaux de drainage avant de devenir le grenier à riz de la Chine. Le nouvel empereur, Gaozong, soucieux de restaurer l'image de sa dynastie entreprend de restaurer les institutions anciennes. l'Académie de peinture est de nouveau rassemblée auprès de la Cour.
La renaissance dynastique devient un thème central de son gouvernement, et les artistes sont une composante importante dans la propagation de l'image nationale. Li Tang est le peintre le plus significatif de la période.  Sans fin, les ravins, les pins, le vent , dont les verts se sont très atténués, s'élève en une masse compacte, conformément au goût des paysagistes des Song du Nord, mais il est brossé à grands traits et avec des hachures fortement encrées : des procédés qui vont marquer le style nouveau de l'Académie impériale de peinture au Sud,.

### Les empereurs peintres, les peintres de Cour et les autres sous les Song du Sud
- Empereurs peintres : Gaozong (1107-1187) [54],
- Peintres de l'Académie : Li Di [55] (1110-1197), Jia Shigu [56] (act. v. 1130-1162), Li Tang (mi XIe - mi XIIe siècle)[57], Xia Gui (act. v. 1180-1224)[58]
- Peintres rattachés au Palais : Mi Youren [59], Ma Yuan (act. 1190- apr. 1225) [60]
- Peintres retirés : Liang Kai[61] (act. fin XIIe - déb. XIIIe)

### L'Académie de peinture des Song du Sud

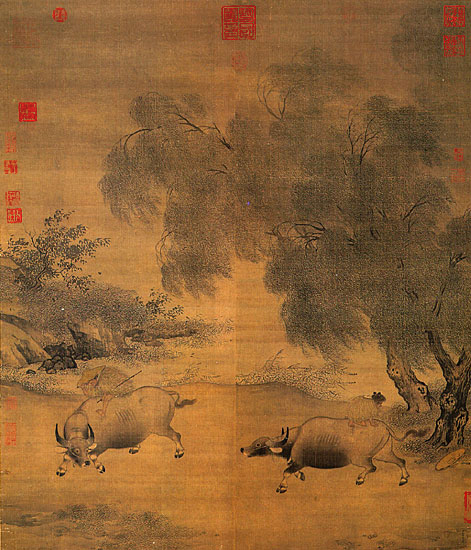
Retour du troupeau sous la bourrasque, Li Di, daté 1174. Rouleau vertical, encre et couleurs légères sur soie, 120 × 102 cm. Musée national du palais, Taipei

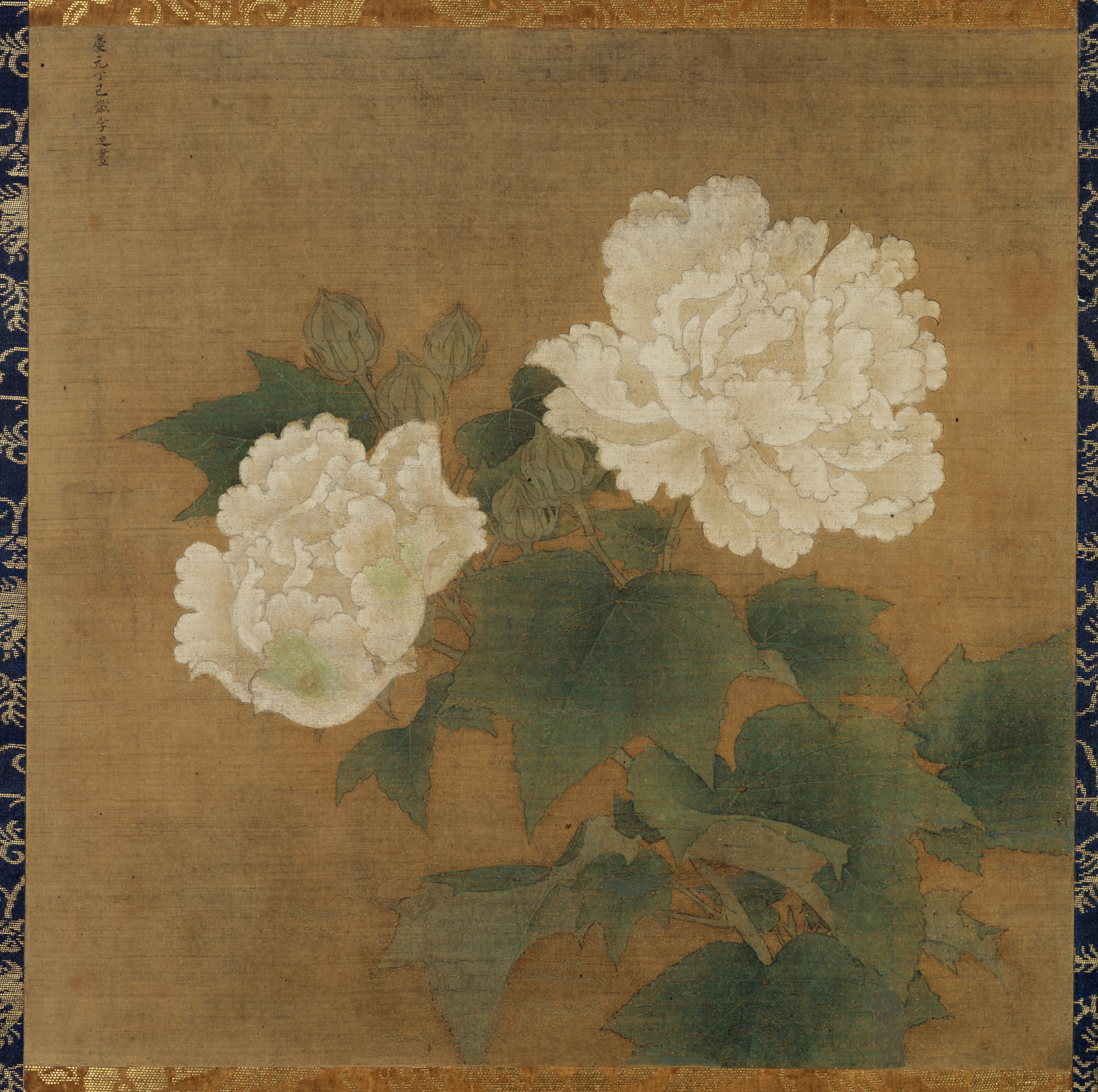
Fleurs d'hibiscus blanches (avec Fleurs d'hibiscus rouges ensemble de deux peintures :Caprice de femme), Li Di, 1197, Song du Sud, encre et couleurs sur soie, 25,2 × 25.5 cm. Tokyo, National Museum

L'Académie se reconstitue à l'image de la dynastie elle-même. On retrouve un certain nombre de peintres de la précédente académie dont Li Tang et Li Di. Les anciens thèmes sont remis à l'honneur, mais de nouveaux apparaissent conformément à l'idée d'une vie nouvelle qui se distinguerait de la précédente. Ainsi Li Tang change-t-il de format, lui qui avait pourtant atteint un âge vénérable, dans le nouvel espace de la Chine du Sud où l'on circule non plus à cheval sur des chemins tortueux et poussiéreux de montagne mais plus souvent sur le réseau des canaux et des lacs : le format qu'il adopte est donc horizontal. Le rouleau ne pouvant dès lors se suspendre, il se prête à être lentement déroulé au fil des cheminements représentés dans ses paysages. Quant à Li Di, peintre de scènes avec des enfants ou de « fleurs et oiseaux », il se distingue par une peinture encore plus proche de la nature observée, plus attentive à la sensualité des matières dépeintes avec une manière pointilliste innovante et plus attentif aussi aux scènes, touchantes par leur simple humanité.
Deux autres peintres de l'Académie, Ma Yuan et Xia Gui multiplient les paysages romantiques nimbés de brumes sur des formats horizontaux, où des barques comme les hommes semblent flotter à la limite entre ciel et eau. Ils emploient souvent le format "feuille d'album", d'environ 30 par 40 cm, moins ambitieux que le long rouleau pratiqué abondamment autrefois. Et la peinture sur éventail se fait à la mode, dans ce format aux angles arrondis et qui se plie, donc se transporte aisément, emportant ainsi un message poétique et visuel vers quelque destinataire dont on apprécie le regard.
À côté de l'Académie, dont les peintres sont rémunérés, les peintres appelés à la Cour peuvent recevoir la prestigieuse décoration de la Ceinture d'or comme Liang Kai, qui était apprécié pour ses personnages et sujets religieux, tant bouddhiques que taoïstes. Cet artiste est connu aujourd'hui pour son « Immortel, à l'encre  éclaboussée », qui témoigne de l'extraordinaire spontanéité des peintres du bouddhisme Chan. Cette manière n'a pu être la sienne à la Cour. Il l'aura développée en étant devenu lui-même peintre retiré dans un monastère. Mais le fait d'évoquer cette figure singulière permet d'envisager la diversité des peintres appréciés à la Cour impériale des Song du Sud.

### Les derniers temps de l'Académie de peinture des Song du Sud
Aux XIIe et XIIIe siècles la peinture, en particulier celle de l'Académie, témoigne d'une nouvelle sensibilité à la nature et au vide. Le motif du personnage saisi par le spectacle de vastes étendues vides, fleuves, océan ou précipices, apparaît comme une solution récurrente permettant d'innombrables variations, tout particulièrement dans la peinture de Ma Yuan. Ce motif sera ensuite repris par son fils, Ma Lin .
Selon James Cahill Une certaine tension est perceptible dans la peinture : En écoutant paisiblement la brise dans les pins   de Ma Lin (datée 1246) qui serait en contradiction avec « la vision souriante que prône l'Académie ». Avec ce type de paysage l'expression picturale suit désormais une orientation plus attentive à la représentation de phénomènes perçus, qui ne sont donc plus anonymes et idéalisées mais évoquent des sentiments et un registre de significations personnalisés, éloignés des anciens dogmes de l'Académie des Song. Il annonce certaines tendances des siècles suivants.

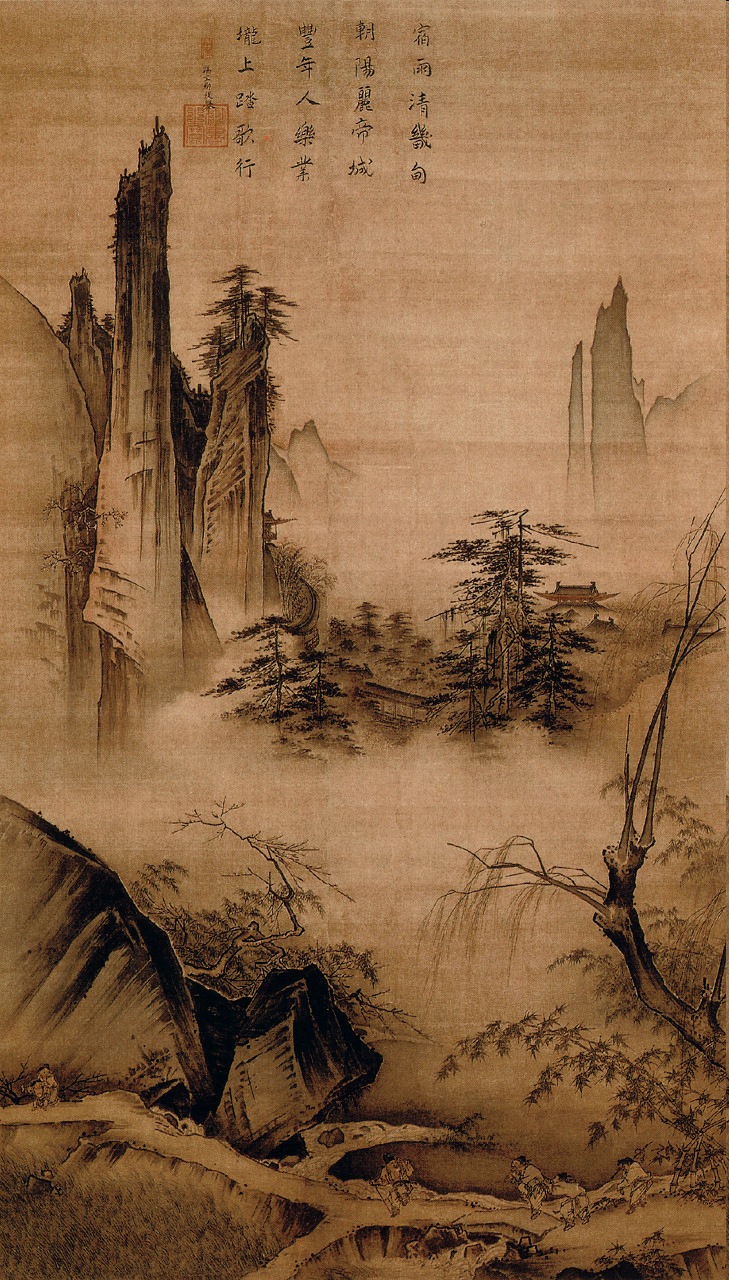
Le chant des premières pousses (Dansant et chantant, paysans de retour du travail). Ma Yuan (1160-1225), déb. XIIIe, rouleau vertical, encre et couleurs sur soie, 191,8 × 104,5 cm. Cité interdite, Musée du Palais, Pékin.
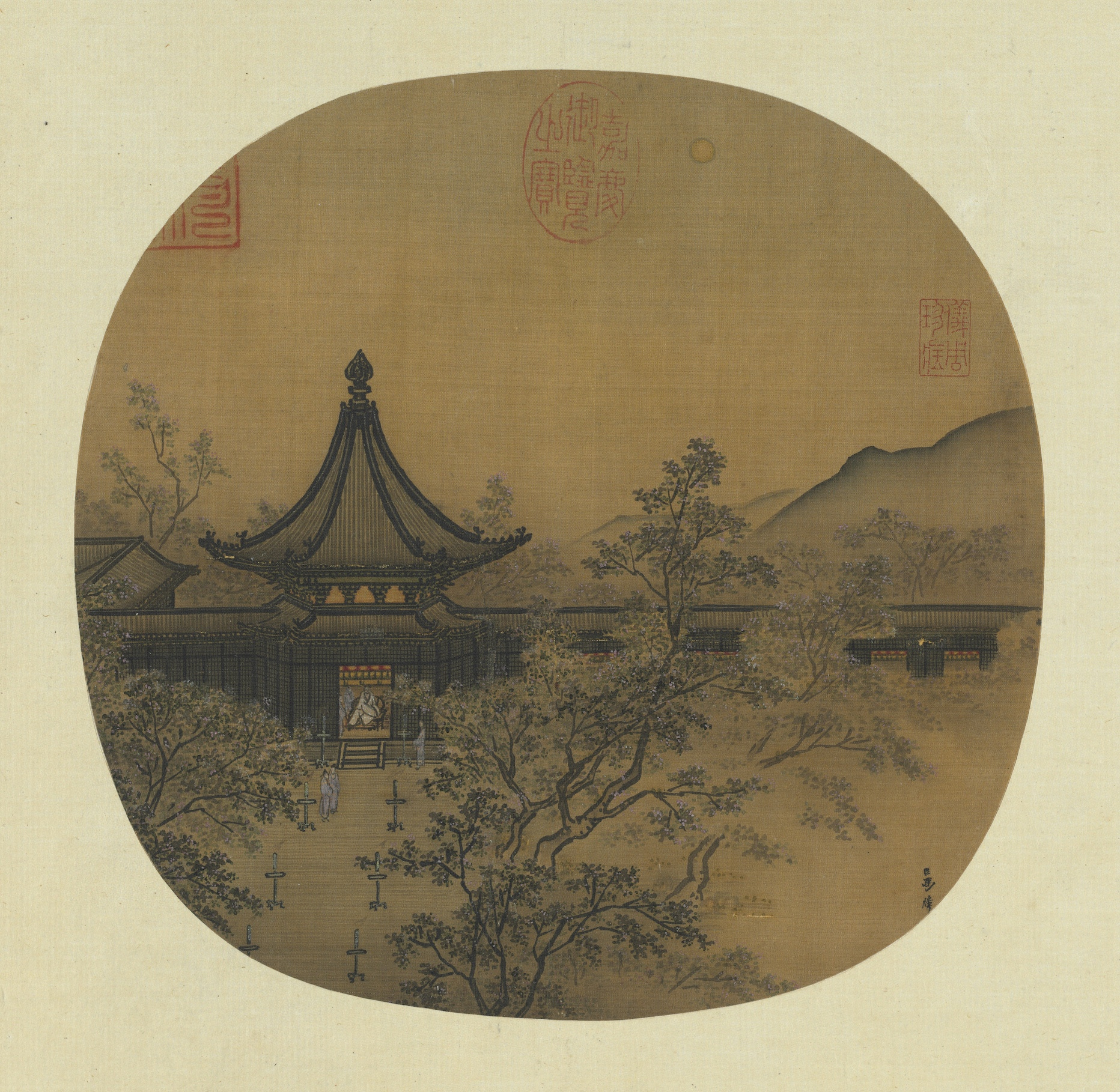
L'attente des invités à la lumière des lampions. Ma Lin, vers 1250. Encre et couleurs sur soie, 24,8 × 25,2 cm. Musée national du palais, Taipei.
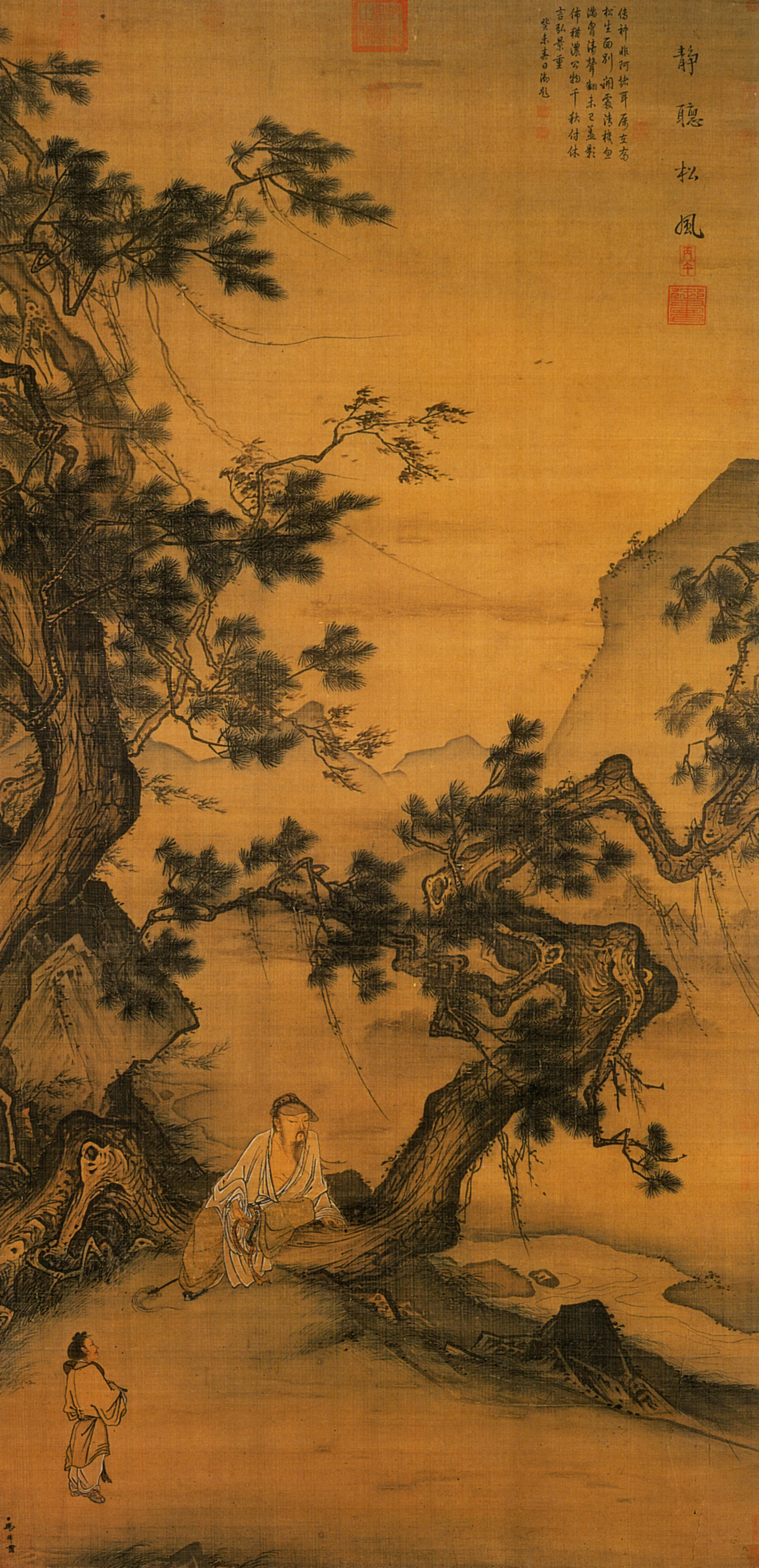
En écoutant paisiblement la brise dans les pins  Ma Lin, 1246. Encre et couleurs sur soie, H. 226,6 cm. L : 110,3 cm. Musée national du palais, Taipei.
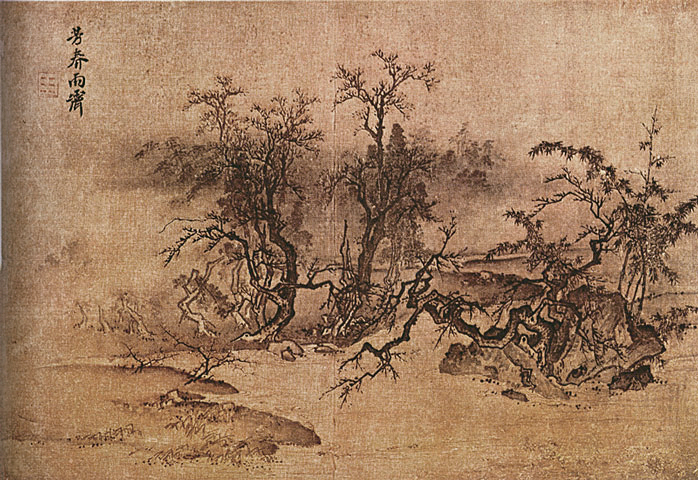
Le parfum du printemps. Éclaircie après la pluie. Ma Lin (1180-apr. 1256). Encre et couleurs sur soie, 27,5 × 41,6 cm. Musée national du palais, Taipei.

## La dynastie  desYuan(1279-1368)

### Le goût mongol et sa peinture de cour

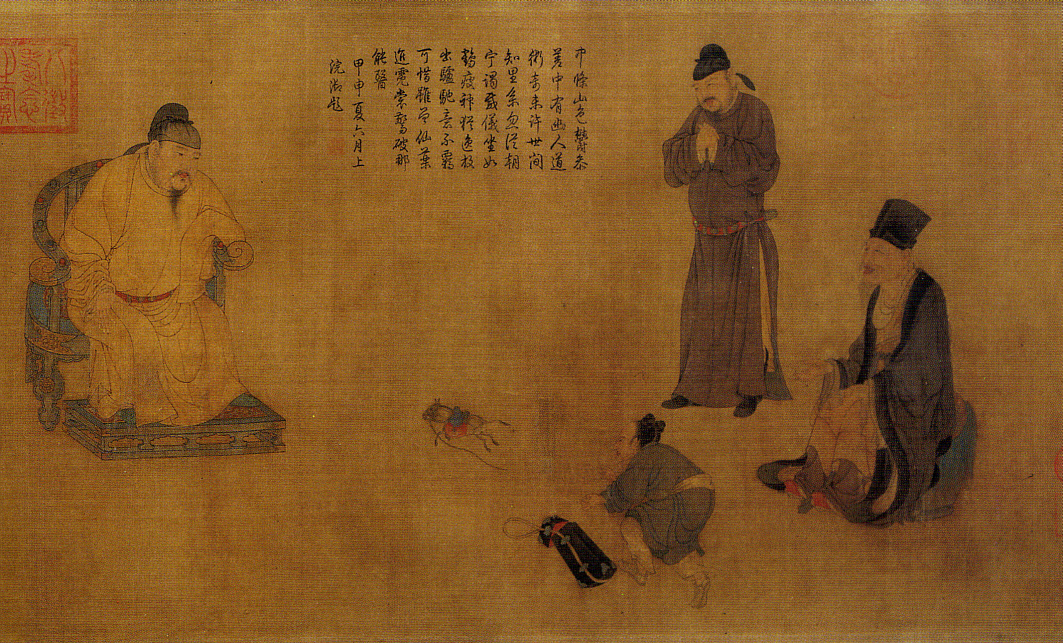
L'entrevue de Zhang Guo avec l'empereur Minghuang. Ren Renfa. Section d'un rouleau portatif, encre et couleurs sur soie. 41,5 x 107.3 cm. Musée du Palais. Pékin

La dynastie Yuan ne se maintient ou pouvoir que sur la courte durée de 97 ans (1271-1368). La Chine est alors occupée par des Mongols, qui constituent la nouvelle aristocratie. L'Académie impériale de peinture est supprimée, mais Zhao Mengfu (1254-1322) est cependant recteur de l'Académie Hanlin qui est rétablie. Lui-même ne peut être considéré comme peintre de cour. Les artistes qui poursuivent les principes artistiques de l'Académie impériale de peinture des Song restent des figures mineures. La cour a ses peintres attitrés, mais sans une académie organisée à la manière dont elle fonctionnait sous les Song depuis Huizong. Les dirigeants n'ont pas la tradition purement chinoise de recruter des administrateurs parmi des lettrés. Ils donnent en général ces emplois à des populations d'Asie-Centrale ou à des Jürchen. Mais des chinois ont aussi accepté ces fonctions, et ils pouvaient se justifier en ayant l'objectif de modérer la violence de l'assujettissement à un peuple qui ne connaissait pas l'organisation et les coutumes chinoises. La peinture se développe tardivement, sous les empereurs Renzong (r. 1311-1320) et Wenzong (r. 1328-1332). L'aristocratie mongole valorise alors le savoir-faire et affirme son goût du détail. Dans l'Académie littéraire Kuizhanghe (Pavillon des Étoiles de la Littérature), qui vient d'être rétablie on y évalue les peintures et on y porte des inscriptions. Un bon exemple de cet art de cour à la fin des Yuan : l'artiste de cour et mandarin, Wang Zhenpeng qui fut apprécié pour ses qualités de dessinateur d'architectures détaillées avec soin . Son trait fin est de même nature que celui de Ren Renfa, autre peintre de cour spécialisé dans la peinture de chevaux et palefreniers et qui est aussi l'auteur de L'entrevue de Zhang Guo [le magicien] avec l'empereur Minghuang au moment où le magicien fait sortir d'une boîte une mule miniature.

### Indépendant du goût Mongol, le mouvement des peintres lettrés et la peinture de paysage
Un mouvement de peintres lettrés, soudés dans l'adversité, manifeste son indépendance par rapport au goût affiché à la cour, dès les premiers temps des Yuan. Leur loyalisme à l'ancien pouvoir chinois, qui les amène à vivre parfois de leur peinture, ne les brouille pas nécessairement d'avec les lettrés qui ont composé avec le régime en tant qu'administrateurs mais qui ont montré sur le plan artistique leur attachement aux anciennes valeurs chinoises, celles des artistes indépendants appartenant aux générations antérieures aux Song du Sud, vaincus. Le rejet de la peinture « moderne » y est évident. La fonction de la peinture change aussi, elle s'apparente dans ce milieu à un échange, d'où les plus démunis pouvaient espérer une aide non rémunérée provenant des plus aisés.
- Qian Xuan, Zhao Mengfu, Gao Kegong

Qian Xuan, probablement le maître de Zhao Mengfu, est un lettré renommé à la fin des Song. Sans emploi, semble-t-il pour ne pas se mettre au service de l'occupant, il devient peintre professionnel comme peintre de fleurs mais en abandonnant les couleurs vives qui avaient prévalu à la cour des derniers Song. Ses paysages renouent avec la tradition archaïque, Song du Nord, des paysages bleu-et-vert.
Zhao Mengfu (1254-1322)), d'ascendance impériale Song, entre au service de Kubilai Khan en tant que chef de division au ministère de la guerre. Il peut ainsi s'opposer à un ministre ouïghour dont la politique économique est néfaste aux Chinois et permet le rétablissement, en 1315, des concours de recrutement. De nouveau des Chinois peuvent aisément trouver un emploi en fonction de leurs seules qualités personnelles. Il assume la fonction de recteur de l'Académie Hanlin à Dadu, la nouvelle capitale fondée par les Yuan et future Pékin. Quasiment toute sa production picturale fait suite à son retrait de la vie publique et elle a fait de lui le peintre le plus admiré de la dynastie. Son style innove en renouant avec des traditions très anciennes, et en en faisant un assemblage éclectique. Si l'intérêt pour la peinture en bleu-et-vert, qu'il partage avec Qian Xuan n'a guère été suivi, sa revitalisation des anciens maîtres de l'Académie qui viennent d'être évoqués comme Guo Xi, et des maîtres plus anciens Dong Yuan et Li Cheng dynamisa ensuite la pratique du paysage qui connut un de très grands moments, triomphe de l'école des lettrés, avec Huang Gongwang, Ni Zan et Wang Meng, trois des Quatre Grands Maîtres des Yuan. 
Gao Kegong (1248-1310) occupe, lui aussi, des postes importants dans l'administration mongole. Il vient de l'actuel Xinjiang et a eu une éducation classique. Dans sa peinture il sait intégrer plusieurs traditions des peintres Song, celles de Dong Yuan, Zhao Lingrang et Mi Fu. D'autres de ses paysages le rattachent au fils de Mi Fu, Mi Youren.
Les styles archaïsants de ces peintres lettrés, en dehors de la Cour, connaissent quelques partisans immédiats : comme Huang Gongwang (1269-1354). Mais ils seront surtout redécouverts au milieu de la dynastie des Ming. C'est bien grâce à leurs références aux peintres anciens que les artistes des Cinq Dynasties, en particulier, ont été redécouverts et ne sont plus retournés dans l'ombre depuis. Quant à Huang Gongwang, sa capacité à intégrer le procédé « par retouche », des professionnels, à l'apparent jaillissement spontané des peintres amateurs, cette capacité a favorisé, sous les Ming et les Qing, l'osmose entre ces deux groupes d'artistes, bien que cela ait pu gêner alors l'amour-propre des lettrés fiers de leur statut social privilégié.

## L'art de Cour sous lesMing(1368-1644)

### L'art de Cour

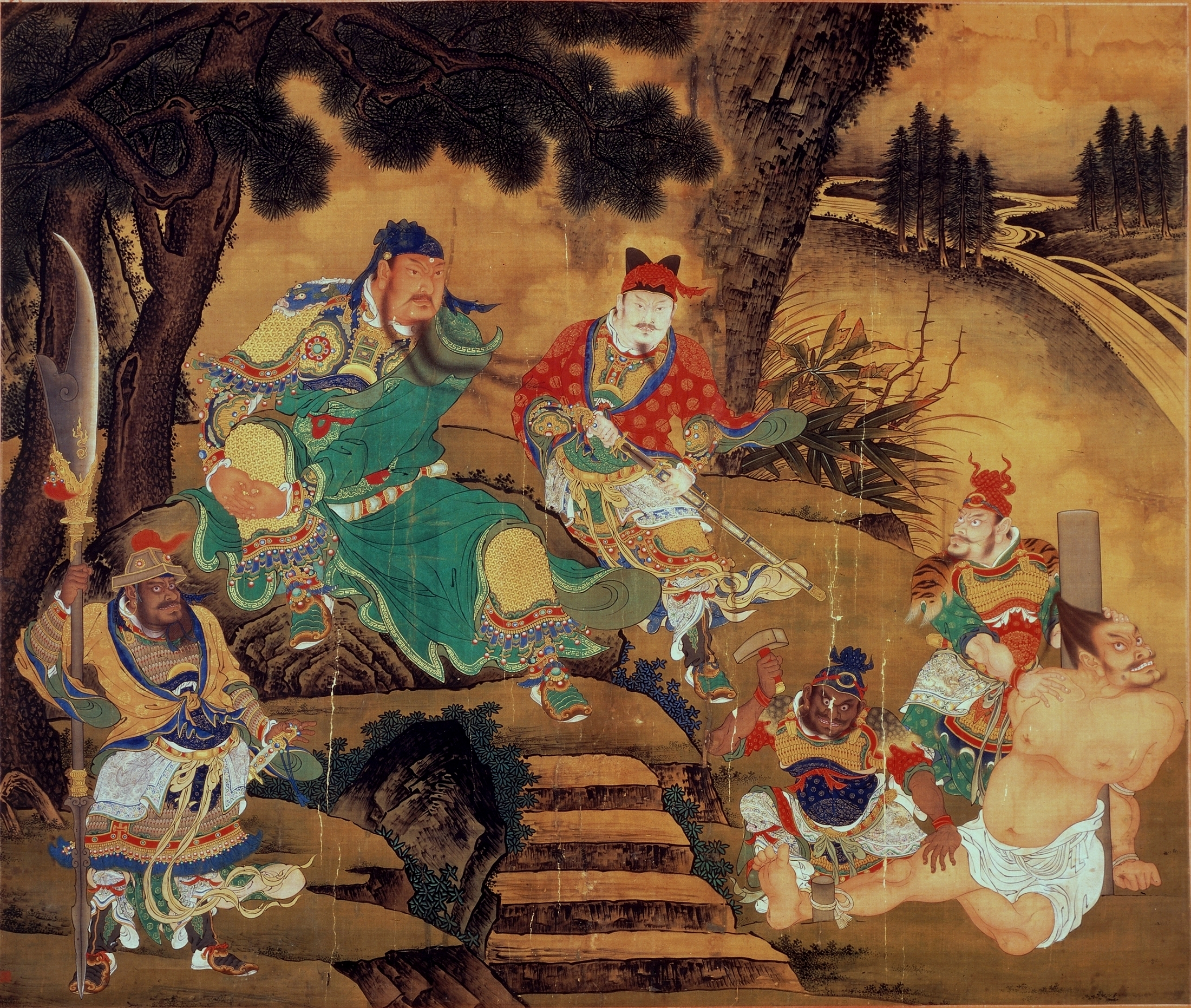
Guan Yu capture son ennemi Pang De. Shang Xi. Rouleau mural, vers 1430. Encre et couleurs sur soie, 200 x 237 cm. Musée du Palais, Pékin

Il n'y a pas eu d'académie officielle de peinture entre 1350 et 1650. Durant cette période des peintres ont été officiellement appelés à la Cour et certaines commandes leur ont été confiées. Bien qu'il soit parfois question d'une Académie impériale Ming, il n'existe alors pas d'institution officielle regroupant les peintres de la cour semblable à celle des Song. La Cour des Ming, attachée à restaurer le prestige des empereurs Song, renoue avec le goût pour la maîtrise technique et protège les artistes professionnels (artisans, ouvriers qualifiés et peintres de cour) . L'empereur Xuanzong (1427-1435) est lui-même calligraphe, poète et peintre amateur de paysage et de fleurs-et-oiseau, et il favorise la création artistique. Mais les artistes de Cour se trouvent surtout chargés des portraits de l'empereur, des peintures murales pour le palais et les temples impériaux. Pendant cette période, les peintres de personnages à la Cour doivent se consacrer aussi à une peinture illustrative sur des thèmes profanes. La peinture murale de Shang Xi en est un bon exemple. Ce peintre était spécialisé, au Palais, dans la peinture murale. Les scènes de genre, que l'on avait connu sous les Song du Sud avec Li Tang, redeviennent à la mode. Chacun de ces artistes se distingue par son style tout en héritant, globalement, des modèles de l'Académie impériale de peinture Song. Tous sont logés à la Cité interdite, mais en divers points de la Cité.
Avec le déclin de la dynastie (1566 - 1644) les arts furent l'objet d'un intérêt de plus en plus faible de la part du pouvoir.

### Les Écoles de peinture deZheet deJiangxiasous lesMing
Alors que la peinture de Cour prospère, deux écoles de peinture prennent de l'importance à l'extérieur du palais : l'École de Zhe, conduite par Dai Jin, et l'École de Jiangxia, conduite par Wu Wei. Tous deux sont peintres professionnels, et leurs styles dérivent des mêmes sources que ceux des peintres de Cour. En effet avec la chute des Song du Sud, un grand nombre de peintres de cour s'étaient dispersés dans la province du Jiangsu, du Zhejiang et du Fujian. Le style académique s'était alors répandu et ce phénomène avait donné naissance à des peintres professionnels locaux. Wang Lü (1332-?) au début des Ming et Dai Jin (1388-1462) poursuivent cette tradition .

## L'art de Cour sous lesQing(1644-1911)
L'art se développa à la Cour durant les règnes des empereurs Kangxi (1654-1722), Yongzheng (1678-1735) et Qianlong (1711-1799), au moment de la plus grande prospérité de cette dynastie.
Ces 267 années sont marquées par la présence constante des artistes missionnaires occidentaux en Chine, comme Giuseppe Castiglione (1688-1766), et par leur impact sur les artistes de la Cour. Le savoir faire des occidentaux a un indéniable succès dans le milieu de la Cour, plus précisément en matière de géométrie, de représentation de l'espace par la perspective conique et pour la précision avec laquelle on pouvait reproduire les effets de l'ombre et de la lumière, le clair-obscur à l'occidentale. Mais leur utilisation du pinceau ne fut pas apprécié, jugé du point de vue des lettrés chinois comme un travail d'artisan. Les peintres européens amenés à exécuter des portraits de l'empereur ou de ses femmes durent atténuer les effets de lumière afin d'éviter toute ombre forte sur le visage. Certains peintres de  Cour utilisèrent partiellement des effets de perspective à l'occidentale, d'autres l'huile, sans grand succès. Mais les bases pour le mouvement moderne en Chine était ainsi posée. L'intérêt, à la Cour, pour la gravure occidentale en creux sur métal est aussi à signaler, à côté de la xylographie qui allait encore avoir une très longue histoire dans le milieu artistique en Chine.
Dans la suite de ce qui s'était mis en place sous les Ming, de nombreuses peintures destinées à consigner des évènements furent commandées pour la Cour, et elles sont une source précieuse de renseignements aujourd'hui sur les us et coutumes et sur l'histoire de cette période. Deux grandes peintures sont bien représentatives de cette pratique : 
- L'Académie Hanlin, peinture conservée à Paris, au Musée Cernuschi[79]. L'œuvre commémore un banquet avec créations poétiques, donné par l'empereur Qianlong en 1744, à l'occasion de la rénovation des bâtiments de l'Académie Hanlin. Six peintres, tous membres de l'Académie impériale de peinture, ont participé à cette peinture sur soie monumentale (de H. 193 x L. 625 cm), réalisée à l'encre noire et peintures de couleurs : ce sont Jin Kun (act. 1717-1749), Sun Hu (act. 1728-1746), Lu Zhan, Wu Yu, Zhang Qi et Cheng Liang. La vue aérienne sur les constructions permet ici une forme de perspective complexe.
- Le long de la rivière (de la capitale) durant la Fête Qingming, œuvre réalisée aussi par des peintres de l'Académie Hanlin de peinture.

Le long de la rivière (de la capitale) durant la Fête Qingming, œuvre collective, ère Qianlong 1711-1799. Encre et couleurs sur soie, 35,6 × 1152.8 cm. Musée national du palais, Taipei ,.